# Цифелиум грязный
Цифе́лиум гря́зный (лат. Cyphelium inquinans) — вид лихенизированных аскомицетов, включённый в род Цифелиум (Cyphelium) семейства Калициевые.

## Описание
Таллом накипной, зернистый или бородавчатый, обычно развитый и толстый, реже тонкий и незаметный, ареолированный, окрашен в беловатые или сероватые тона. Апотеции многочисленные, сидячие или погружённые, 1,5—2,5(3) мм в диаметре, чёрные, с беловатым налётом. Диск апотеция сначала плоский, затем немного выпуклый. Гипотеций тёмно-коричневый.
Аски узкоцилиндрической формы, 42—70×4—6 мкм, с 8 спорами, расположенными в один ряд. Споры тёмно-коричневые, септированные, широкоэллиптической формы, 10—20×8—12 мкм.
Содержит плакодиоловую кислоту. Слоевище при контакте с раствором KOH желтеет.

## Экология, ареал
Широко распространённый лишайник, известный из Европы, Северной Африки, Северной и Южной Америки, Австралазии. Встречается на коре хвойных (пихта, ель, лиственница, сосна), реже лиственных (дуб, берёза) деревьев, изредка — на камнях.

## Таксономия и систематика

### Синонимы
- Acolium inquinans (Sm.) A.Massal., 1853
- Acolium tympanellum (Ach.) Gray, 1821
- Calicium inquinans (Sm.) Schaer., 1821
- Calicium tympanellum Ach., 1803
- Cyphelium tympanellum (Ach.) Ach., 1815
- Lecidea tympanella (Ach.) Link, 1833
- Lichen inquinans Sm., 1801basionym
- Trachylia inquinans (Sm.) Rabenh., 1845
- Trachylia tympanella (Ach.) Fr., 1835